# بيترس ريختر
بيترس ريختر (بالألمانية: Beatrice Richter)‏ هي مغنية وممثلة ألمانية، ولدت في 20 ديسمبر 1948 بميونخ في ألمانيا.

## وصلات خارجية
- بيترس ريختر على موقع IMDb (الإنجليزية)
- بيترس ريختر على موقع مونزينجر (الألمانية)
- بيترس ريختر على موقع ألو سيني (الفرنسية)
- بيترس ريختر على موقع ميوزك برينز (الإنجليزية)
- بيترس ريختر على موقع أول موفي (الإنجليزية)
- بيترس ريختر على موقع ديسكوغز (الإنجليزية)
- بيترس ريختر على موقع قاعدة بيانات الفيلم (الإنجليزية)
- بيترس ريختر على موقع كينوبويسك (الروسية)